# Helwan (kultur)
Helwan är en arkeologisk fyndort i Egypten som givit namn åt en neolitisk kultur, Helwan- eller Omarikulturen, som blomstrade vid mitten av det femte årtusendet f.Kr. Den arkeologiska fyndorten är belägen vid ökenranden i Wadi Hof på Nilens östra flodbank, 5 km norr om centrala Helwan i guvernementet Kairo.
Upptäckten av boplatsen gjordes 1924 av den egyptiske geologen Amim El-Omari, och den förhistoriska kulturen blev uppkallad efter honom som Omari-kulturen. Den franske arkeologen Paul Bovier-La Pierre grävde ut platsen 1925, och följdes av Fernand Debonos utgrävningar 1943.
Helwankulturen var en neolitisk kultur baserad på åkerbruk. De döda begravdes i gravar nära bosättningen tillsammans med gravgåvor i form av smycken, stenverktyg och keramik av lera. Kulturen indelas i två perioder, A och B, och är daterad till omkring 4600−4300 f.Kr. beroende på analysen av C14-metoden. Den var därmed samtida med Merimdekulturen.